# زيغريد برونك
زيغريد برونك (بالألمانية: Sigrid Brunk) (ولدت في براونشفايغ في سبتمبر 1937 م) هي كاتبة روائية ألمانية.
درست سيغريد برونك فن الرسم، وعملت رسامة ومهندسة جرافيك وديكور. وبين عام 1967 و 1981 م أصدرت ست روايات ومجموعات قصصية. وتدور كتاباتها حول وصف المشاكل اليومية، لشخصيات نسائية، بأسلوب واقعي. وقد حصلت في عام 1977م على جائزة فيلهلمينه ليبكه.
ومن أعمالها:
1. قصص أيرلندية 1967
2. عازب وطفل 1972
3. العش 1975
4. المنهزم 1977
5. الساحر 1979

## روابط خارجية
- زيغريد برونك على موقع IMDb (الإنجليزية)
- زيغريد برونك على موقع مونزينجر (الألمانية)